# Simmersbach
Simmersbach (mundartlich Sömmaschbuch) ist ein Ortsteil der Gemeinde Eschenburg im mittelhessischen Lahn-Dill-Kreis.

## Geografische Lage
Simmersbach liegt im Nordosten des Lahn-Dill-Kreises, direkt an der Grenze zum Landkreis Marburg-Biedenkopf. Umgeben ist der Ort von Ausläufern des Rothaargebirges im Nordwesten und dem Gladenbacher Bergland im Osten. Er liegt im Tal des Simmersbachs, einem Zufluss der Dietzhölze.
Die angrenzenden Orte sind, von Norden im Uhrzeigersinn beginnend: Roth (Gemeinde Eschenburg), Oberhörlen (Gemeinde Steffenberg), Lixfeld (Gemeinde Angelburg), Hirzenhain, Eiershausen und Eibelshausen (alle Gemeinde Eschenburg).
Nordwestlich des Ortes erhebt sich der Staffelböll (536 m ü.NN), südöstlich der Hornberg (570 m ü.NN) und der Mattenberg (577 m ü.NN). Nordöstlich befindet sich der Galgenberg (541 m ü.NN).

## Geschichte

### Ortsgeschichte
Die älteste bekannte schriftliche Erwähnung von Simmersbach erfolgte unter dem Namen Symmersbach im Jahr 1323.
In dem landwirtschaftlich orientierten Dorf versuchte man sich Ende des 18. Jahrhunderts die wenigen vorhandenen Bodenschätze nutzbar zu machen und so wurde unterhalb des Hornbergs eine Schiefergrube mit dem Namen Grube Wolfsschlucht eröffnet.
Die Statistisch-topographisch-historische Beschreibung des Großherzogthums Hessen berichtet 1830 über Simmersbach:

„Simmersbach (L. Bez. Gladenbach) evangel. Pfarrdorf; liegt 3 1⁄2 St. von Gladenbach, und gehört dem Freiherrn von Breidenstein. Man findet 63 Häuser und 369 Einwohner, die alle evangelisch sind, sodann 1 Kirche, die gut gebaut ist, 1 Pfarrhaus, 1 Schulhaus, 2 Mahlmühlen mit 1 Oelmühle, und ein Grenznebenzollamt II. Klasse. Unter den Einwohnern sind 60 Bauern und 10 Handwerker. In der Gemarkung werden Schiefersteine gebrochen. Im 15. Jahrhundert gehörte der Ort zum Breidenbacher Kirchengebiet.“

Mit dem Aufblühen der Industrie ab Ende des 19. Jahrhunderts wandten sich die Simmersbacher mehr und mehr von der für sie inzwischen unrentablen Landwirtschaft ab und fanden Arbeit in den Hütten und Fabriken des nahen Dietzhölz- oder Dilltals. So wurde aus dem einstigen Bauerndorf eine Wohngemeinde.
Hessische Gebietsreform (1970–1977)
Im Zuge der Gebietsreform in Hessen wurde die bis dahin selbständige Gemeinde Simmersbach zusammen mit seinem Nachbarort Roth, die bis dahin zum Landkreis Biedenkopf gehörten, kraft Landesgesetz dem Dillkreis zugeordnet und mit den Gemeinden Eschenburg, Hirzenhain zur Großgemeinde Eschenburg zusammengeschlossen. Die Inkraftsetzung erfolgte zum 1. Juli 1974 durch den Regierungspräsidenten in Darmstadt. Für alle sechs Ortsteile von Eschenburg wurden Ortsbezirke mit Ortsbeirat und Ortsvorsteher nach der Hessischen Gemeindeordnung gebildet.

### Verwaltungsgeschichte im Überblick
Die folgende Liste zeigt die Staaten und Verwaltungseinheiten, denen Simmersbach angehört(e):

- vor 1567 Heiliges Römisches Reich, Landgrafschaft Hessen, Amt Blankenstein, Grund Breidenbach
- ab 1567: Heiliges Römisches Reich, Landgrafschaft Hessen-Marburg, Amt Blankenstein, Grund Breidenbach[10]
- 1604–1648: Heiliges Römisches Reich, strittig zwischen Landgrafschaft Hessen-Darmstadt und Landgrafschaft Hessen-Kassel (Hessenkrieg)
- ab 1604: Heiliges Römisches Reich, Landgrafschaft Hessen-Kassel, Amt Blankenstein, Grund Breidenbach
- ab 1627: Heiliges Römisches Reich, Landgrafschaft Hessen-Darmstadt, Oberfürstentum Hessen, Amt Blankenstein, Grund Breitenbach (Obergericht; Gericht Lixfeld)[11]
- ab 1806: Großherzogtum Hessen,[Anm. 2] Fürstentum Oberhessen, Amt Blankenstein[12][13]
- ab 1815: Großherzogtum Hessen[Anm. 3], Provinz Oberhessen, Amt Blankenstein[14]
- ab 1821: Großherzogtum Hessen, Provinz Oberhessen, Landratsbezirk Gladenbach[Anm. 4]
- ab 1832: Großherzogtum Hessen, Provinz Oberhessen, Kreis Biedenkopf
- ab 1848: Großherzogtum Hessen, Regierungsbezirk Biedenkopf
- ab 1852: Großherzogtum Hessen, Provinz Oberhessen, Kreis Biedenkopf
- ab 1867: Norddeutscher Bund[Anm. 5], Königreich Preußen,[Anm. 6] Provinz Hessen-Nassau,  Regierungsbezirk Wiesbaden, Kreis Biedenkopf (übergangsweise Hinterlandkreis)[11]
- ab 1871: Deutsches Reich, Königreich Preußen, Provinz Hessen-Nassau, Regierungsbezirk Wiesbaden, Kreis Biedenkopf
- ab 1918: Deutsches Reich (Weimarer Republik), Freistaat Preußen, Provinz Hessen-Nassau, Regierungsbezirk Wiesbaden, Kreis Biedenkopf
- ab 1932: Deutsches Reich, Freistaat Preußen, Provinz Hessen-Nassau, Regierungsbezirk Wiesbaden, Kreis Dillenburg
- ab 1933: Deutsches Reich, Freistaat Preußen, Provinz Hessen-Nassau, Regierungsbezirk Wiesbaden, Kreis Biedenkopf
- ab 1944: Deutsches Reich, Freistaat Preußen, Provinz Nassau, Kreis Biedenkopf
- ab 1945: Amerikanische Besatzungszone,[Anm. 7] Groß-Hessen, Regierungsbezirk Wiesbaden, Kreis Biedenkopf
- ab 1946: Amerikanische Besatzungszone, Land Hessen, Regierungsbezirk Wiesbaden, Kreis Biedenkopf
- ab 1949: Bundesrepublik Deutschland, Land Hessen, Regierungsbezirk Wiesbaden, Kreis Biedenkopf
- ab 1968: Bundesrepublik Deutschland, Land Hessen, Regierungsbezirk Darmstadt, Kreis Biedenkopf
- ab 1974: Bundesrepublik Deutschland, Land Hessen, Regierungsbezirk Darmstadt, Dillkreis, Gemeinde Eschenburg[Anm. 8]
- ab 1977: Bundesrepublik Deutschland, Land Hessen, Regierungsbezirk Darmstadt, Lahn-Dill-Kreis, Gemeinde Eschenburg
- ab 1981: Bundesrepublik Deutschland, Land Hessen, Regierungsbezirk Gießen, Lahn-Dill-Kreis, Gemeinde Eschenburg

## Bevölkerung

### Einwohnerstruktur 2011
Nach den Erhebungen des Zensus 2011 lebten am Stichtag dem 9. Mai 2011 in Simmersbach 1275 Einwohner. Darunter waren 30 (2,4 %) Ausländer.
Nach dem Lebensalter waren 243 Einwohner unter 18 Jahren, 564 zwischen 18 und 49, 258 zwischen 50 und 64 und 216 Einwohner waren älter. Die Einwohner lebten in 456 Haushalten. Davon waren 90 Singlehaushalte, 120 Paare ohne Kinder und 198 Paare mit Kindern, sowie 36 Alleinerziehende und 12 Wohngemeinschaften. In 84 Haushalten lebten ausschließlich Senioren und in 309 Haushaltungen lebten keine Senioren.

### Einwohnerentwicklung
| Quelle: Historisches Ortslexikon |                                                                                                   |
| • Um 1480:                       | 18 nassauische Eigenleute                                                                         |
| • 1577:                          | 29 Hausgesesse                                                                                    |
| • 1630:                          | 23 Hausgesesse (2 zweispännige, 14 einspännige Ackerländer, 7Einläuftige [einschließlich Witwen]) |
| • 1677:                          | 21 Männer, 2 Witwen, 2 Jungmannschaften, 8 ledige Mannschaften                                    |
| • 1742:                          | 48 Haushalte                                                                                      |
| • 1791:                          | 320 Einwohner                                                                                     |
| • 1800:                          | 323 Einwohner                                                                                     |
| • 1806:                          | 364 Einwohner, 63 Häuser                                                                          |
| • 1829:                          | 369 Einwohner, 63 Häuser                                                                          |

| Simmersbach: Einwohnerzahlen von 1791 bis 2018 | Simmersbach: Einwohnerzahlen von 1791 bis 2018 | Simmersbach: Einwohnerzahlen von 1791 bis 2018 | Simmersbach: Einwohnerzahlen von 1791 bis 2018 | Simmersbach: Einwohnerzahlen von 1791 bis 2018 |
| --- | ---------------------------------------------- | ---------------------------------------------- | ---------------------------------------------- | ---------------------------------------------- |
| Jahr |                                                |                                                |                                                | Einwohner                                      |
| 1791 | 1791                                           |                                                | 320                                            | 320                                            |
| 1800 | 1800                                           |                                                | 323                                            | 323                                            |
| 1806 | 1806                                           |                                                | 364                                            | 364                                            |
| 1829 | 1829                                           |                                                | 369                                            | 369                                            |
| 1834 | 1834                                           |                                                | 366                                            | 366                                            |
| 1840 | 1840                                           |                                                | 377                                            | 377                                            |
| 1846 | 1846                                           |                                                | 387                                            | 387                                            |
| 1852 | 1852                                           |                                                | 406                                            | 406                                            |
| 1858 | 1858                                           |                                                | 412                                            | 412                                            |
| 1864 | 1864                                           |                                                | 384                                            | 384                                            |
| 1871 | 1871                                           |                                                | 399                                            | 399                                            |
| 1875 | 1875                                           |                                                | 468                                            | 468                                            |
| 1885 | 1885                                           |                                                | 428                                            | 428                                            |
| 1895 | 1895                                           |                                                | 487                                            | 487                                            |
| 1905 | 1905                                           |                                                | 559                                            | 559                                            |
| 1910 | 1910                                           |                                                | 616                                            | 616                                            |
| 1925 | 1925                                           |                                                | 675                                            | 675                                            |
| 1939 | 1939                                           |                                                | 735                                            | 735                                            |
| 1946 | 1946                                           |                                                | 982                                            | 982                                            |
| 1950 | 1950                                           |                                                | 962                                            | 962                                            |
| 1956 | 1956                                           |                                                | 932                                            | 932                                            |
| 1961 | 1961                                           |                                                | 964                                            | 964                                            |
| 1967 | 1967                                           |                                                | 1.049                                          | 1.049                                          |
| 1970 | 1970                                           |                                                | 1.070                                          | 1.070                                          |
| 1980 | 1980                                           |                                                | 1.153                                          | 1.153                                          |
| 1985 | 1985                                           |                                                | 1.093                                          | 1.093                                          |
| 1990 | 1990                                           |                                                | 1.172                                          | 1.172                                          |
| 1995 | 1995                                           |                                                | 1.365                                          | 1.365                                          |
| 2000 | 2000                                           |                                                | 1.399                                          | 1.399                                          |
| 2005 | 2005                                           |                                                | 1.412                                          | 1.412                                          |
| 2008 | 2008                                           |                                                | 1.333                                          | 1.333                                          |
| 2011 | 2011                                           |                                                | 1.275                                          | 1.275                                          |
| 2015 | 2015                                           |                                                | 1.258                                          | 1.258                                          |
| 2018 | 2018                                           |                                                | 1.216                                          | 1.216                                          |
| Datenquelle: Historisches Gemeindeverzeichnis für Hessen: Die Bevölkerung der Gemeinden 1834 bis 1967. Wiesbaden: Hessisches Statistisches Landesamt, 1968. Weitere Quellen: LAGIS; ab 2008: Haushaltsplan Gemeinde Eschenburg 2019; Zensus 2011 |                                                |                                                |                                                |                                                |

### Historische Religionszugehörigkeit
| Quelle: Historisches Ortslexikon |                                                                      |
| • 1830:                          | 369 evangelische (= 100 %) Einwohner                                 |
| • 1885:                          | 428 evangelische (= 100 %) Einwohner                                 |
| • 1961:                          | 905 evangelische (= 93,88 %) und 49 katholische (= 5,08 %) Einwohner |

### Historische Erwerbstätigkeit
| Quelle: Historisches Ortslexikon | |
| • 1867:                          | Erwerbspersonen: 67 Landwirtschaft, einer Forstwirtschaft, vier Bergbau und Hüttenwesen, 18 Gewerbe und Industrie, vier Verkehr, eine Erziehung und Unterricht, eine Kirche und Gottesdienst, drei Gemeindeverwaltung |
| • 1961:                          | Erwerbspersonen: 218 Land- und Forstwirtschaft, 265 produzierendes Gewerbe, 31 Handel und Verkehr, 29 Dienstleistungen und sonstiges.                                                                                 |

## Die Philippsbuche

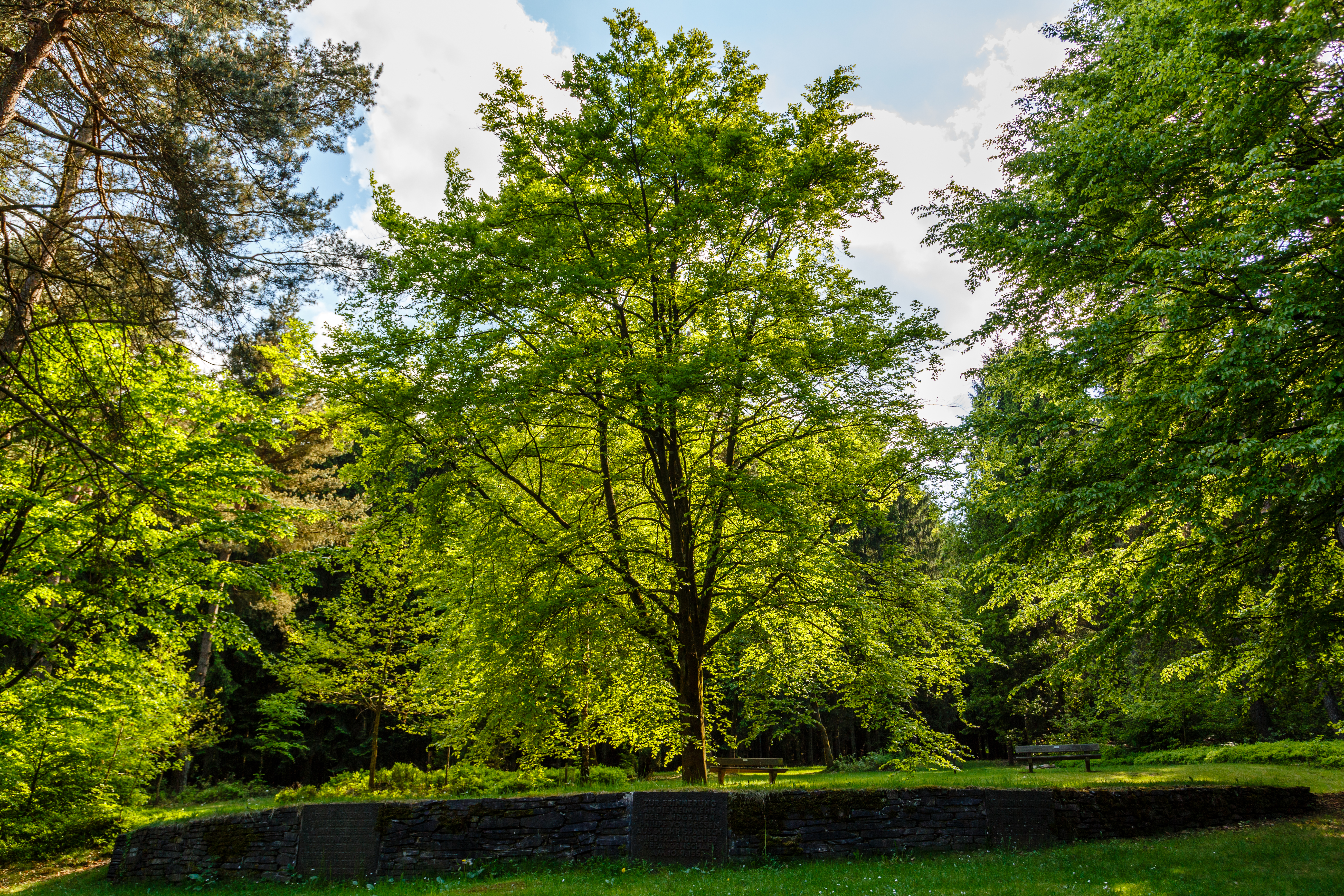
Ableger der Philippsbuche

Im Jahr 1552 kehrte Landgraf Philipp von Hessen aus fünfjähriger Gefangenschaft zurück in seine Heimat und betrat am 10. September am Staffelböll erstmals wieder hessischen Boden. Wenige Jahre später pflanzten die Simmersbacher zum Gedenken daran an dieser Stelle eine Buche, die so genannte Philippsbuche. 1910 wurde unter dem Baum ein Denkmal errichtet.
1963 musste die mittlerweile 400-jährige Buche gefällt werden, da sie abgestorben war. Aus einem Ableger von ihr wurde aber ein neuer Baum gepflanzt. Die Philippsbuche wurde zwischenzeitlich zum Naturdenkmal erklärt und ist bis heute ein beliebtes Wanderziel.

## Wirtschaft und Infrastruktur

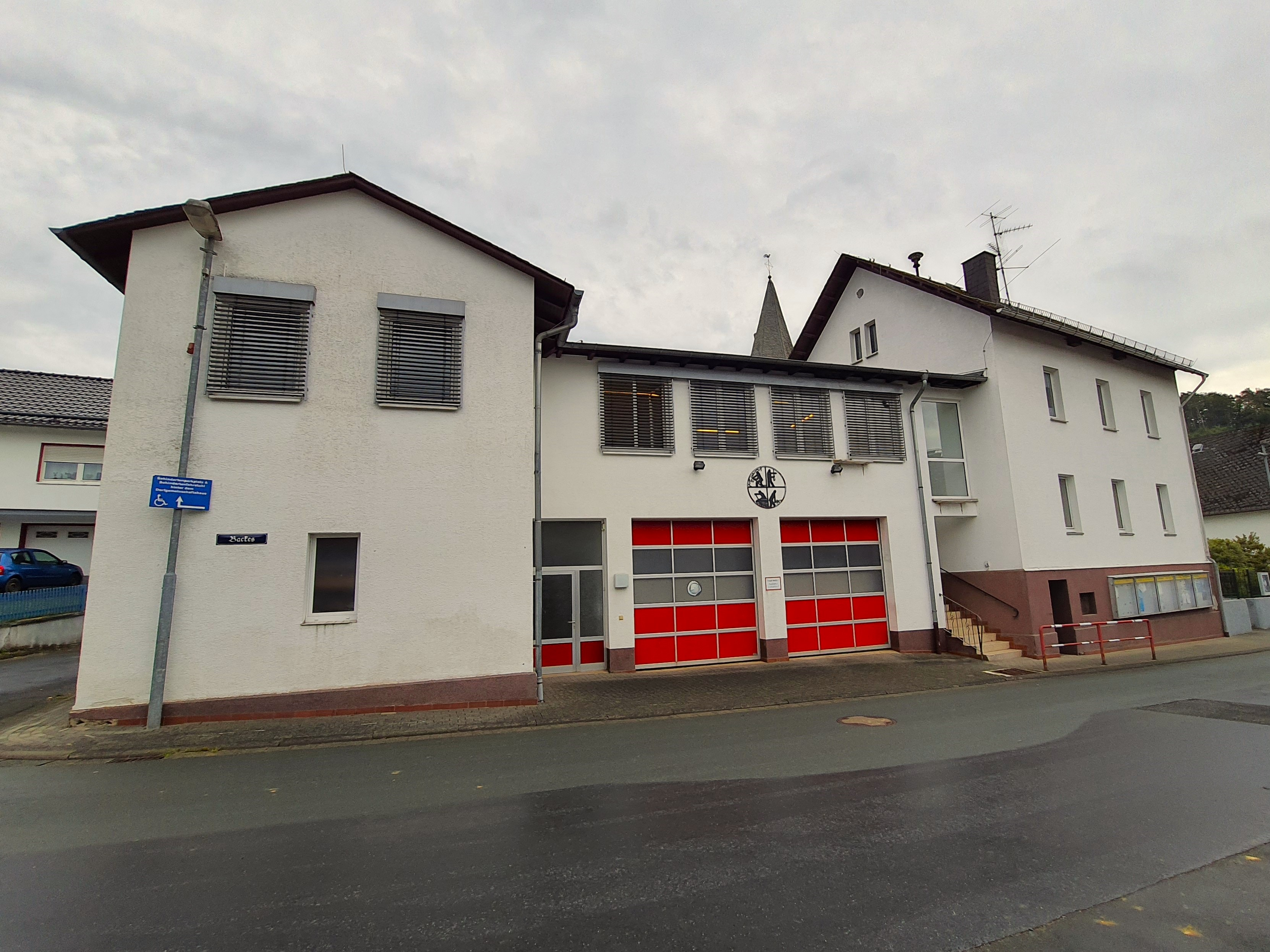
Dorfgemeinschaftshaus und Feuerwehrhaus

Simmersbach verfügt über ein Dorfgemeinschaftshaus und einen Sportplatz mit Kunstrasenbelag.
Außerhalb des Ortes in Richtung Oberhörlen befindet sich das kleine Gewerbegebiet Streitwasser.

### Verkehr
Die Bundesstraße 253 (Dillenburg–Frankenberg) führt als Ortsumgehung direkt an Simmersbach vorbei. Bis zur Autobahn 45 (Anschlussstelle Dillenburg) sind es etwa 13 km.

### Bildung
In Simmersbach gibt es einen Kindergarten und eine Grundschule. Weiterführende Schulen können in Eibelshausen (Kooperative Gesamtschule) oder Dillenburg (Gymnasium) besucht werden.